# Titularbistum Sufes
Sufes ist ein Titularbistum der römisch-katholischen Kirche. 
Es geht zurück auf ein früheres Bistum der gleichnamigen antiken Stadt in der römischen Provinz Africa proconsularis bzw. in der Spätantike Byzacena in der Sahelregion des heutigen Tunesien in der Provinz Kasserine.
| Titularbischöfe von Sufes |                                                     |                                                      |                   |                    |
| Nr.                       | Name                                                | Amt                                                  | von               | bis                |
| 1                         | Irenaeus Hayasaka                                   | Apostolischer Administrator von Taiku (Korea)        | 10. November 1942 | 6. Januar 1946     |
| 2                         | Charles Joseph van Melckebeke CICM                  | Apostolischer Vikar von Ninghsia (Republik China)    | 14. März 1946     | 11. April 1946     |
| 3                         | Charles Maria Cavallera IMC (Carlo Maria Cavallera) | Apostolischer Vikar von Nyeri (Kenia)                | 19. Juni 1947     | 25. März 1953      |
| 4                         | Paul Dumouchel OMI                                  | Apostolischer Vikar von Keewatin (Kanada)            | 25. Februar 1955  | 13. Juli 1967      |
| 5                         | Jean-François Motte OFM                             | Weihbischof in Cambrai (Frankreich)                  | 16. März 1968     | 19. Januar 2001    |
| 6                         | Richard Gerard Lennon                               | Weihbischof in Boston (USA)                          | 29. Juni 2001     | 4. April 2006      |
| 7                         | Daniel Fernández Torres                             | Weihbischof in San Juan de Puerto Rico (Puerto Rico) | 14. Februar 2007  | 24. September 2010 |
| 8                         | Edward Matthew Rice                                 | Weihbischof in Saint Louis (USA)                     | 1. Dezember 2010  | 26. April 2016     |
| 9                         | Edward M. Deliman                                   | Weihbischof in Philadelphia (USA)                    | 31. Mai 2016      |                    |